# Рыжехвостая мупиния
Рыжехвостая мупиния (лат. Moupinia poecilotis) — это азиатская воробьиная птица, эндемик Китая, которая в настоящее время помещена в семейство суторовых. Подвидов не выделяют.

## Внешний облик и вокализация
Рыжехвостая мупиния — птица длиной 15 см с длинным хвостом и крепким, чуть загнутым вниз клювом. У неё коричневатая спина, а окраска нижней части тела меняется от беловатой на горле до бежевой на брюхе. Крылья ржаво-коричневые. Голос — чёткое и быстрое «фу пвии».

## Распространение и систематика
Рыжехвостая мупиния встречается в горных районах юго-западного Китая, от Цинхая до северо-запада Сычуаня и северо-запада Юньнаня.

### Родственные связи
Ранее рыжехвостая мупиния была помещена вместе с золотоглазой тимелией и бледноклювой мупинией в род Chrysomma, причем некоторые орнитологи до сих пор придерживаются этой точки зрения. Исследования ДНК показывают, однако, что этот вид составляет свою собственную эволюционную линию, и по этой причине теперь он обычно помещается в свой собственный род Moupinia.

### Принадлежность к семейству
Ранее этот вид рассматривался как член семейства Тимелиевых. Однако исследования ДНК показали, что рыжехвостая мупиния принадлежит к группе крупных сутор, состоящей из рода Conostoma и ныне разделенного рода Paradoxornis, американской тимелией, бывшими представителями цистиколовых из рода Rhopophilus и несколькими родами, которые ранее также считались тимелиями (Fulvetta, Lioparus, Chrysomma, Moupinia и Myzornis). Согласно последним исследованиям эта группа, в свою очередь, наиболее тесно связана с cлавковыми в составе Sylviidae. Однако две группы разошлись примерно 19 миллионов лет назад, поэтому влиятельный Международный орнитологический конгресс (МОК) теперь выделяет их в собственное семейство, Paradoxornithidae. 

## Образ жизни
Рыжехвостая мупиния обитает в зарослях травы и кустарников вдоль водотоков на крутых склонах на высоте от 1500 до 3300 метров над уровнем моря, иногда и выше. Она кормится в густом подлеске в двух-трёх метров над землей в поисках беспозвоночных. Размножается с июня по июль, строит чашеобразное гнездо из листьев, веток и коры и размещает его на небольшом дереве близко к земле. В гнездо самка откладывает три яйца.

## Статус и угрозы
Этот вид имеет большой ареал и относительно высокую общую численность, однако считается, что численность сокращается в результате разрушения и фрагментации мест обитания, хотя и не настолько сильно, чтобы данный вид считался находящимся под угрозой исчезновения. Общая численность мировой популяции не оценивалась, но рыжехвостую мупинию описывают как довольно распространенный вид.